# Pelai (Reus)
El barri de Pelai de Reus, de 514 habitants (2005), inicialment Parcelas Pelayo i després Parcel·les Pelai (localment pronunciat «parcel·les pelaiu»), va sorgir cap als anys 1945-1950. Ocupa les terres que havien format la hisenda del mas de Pelai, al nord i al sud de la carretera d'Alcolea (N-420), que separa el barri en dues zones. En el seu inici el barri el formaven simples barraques, que es van anar endreçant quan per iniciativa municipal es van demarcar dotzenes de petites parcel·les, tant per a l'autoconstrucció de casetes per als emigrants com per a hortets familiars per als habitants locals. Va rebre, cap als anys cinquanta, la denominació de colònia Floresta, pel nom d'una societat mercantil forastera que va fomentar el barraquisme. El nom va desaparèixer amb el temps.
El barri ocupa 4'8 hectàrees i es van definir 135 habitatges unifamiliars aïllats. totes amb un front constant de 12 metres i una profunditat diversa, de 30, 24 i 16 metres. Els carrers tenen 6 metres d'ample. La precarietat de les construccions i el fet que les parcel·les fossin petites va mantenir la zona poc desenvolupada. No disposava de serveis urbanístics i fins al 1975 no es van pavimentar els carrers, es van construir clavegueres i es van enllumenar els carrers. El creixement de la ciutat va arribar a aquest indret cap als anys 90, i es va procedir a reagrupacions, noves parcel·lacions, i reformes o noves edificacions, que van millorar el barri.
Al costat mateix de les parcel·les, al nord, se situa l'Institut Pere Mata, un manicomi d'edificació modernista, obra de l'arquitecte Lluís Domènech i Montaner.
Al nucli s'hi arriba per la carretera d'Alcolea que porta a Falset, Móra d'Ebre i Gandesa, i que arriba fins a Alcolea del Pinar, a la província de Guadalajara. Una carretera secundària a la dreta, regulada per semàfors i una rotonda, marca el llindar del nucli amb la ciutat a l'est. Aquesta carretera, que limita el barri per la banda est, porta a l'Institut Pere Mata. Pel Sud el limit del barri estaria marcat pel carrer de Joan Alcover, pel nord per la vía del tren i per l'oest pel carrer de Rovira i Virgili i la fàbrica Borges.